# Beleg van Kiev (1240)
Het Beleg van Kiev vond plaats tussen 28 november en 6 december 1240. Het was de laatste slag van de Mongoolse invasie van Roes onder Batu Khan, daarna zetten de Mongolen hun opmars verder in Oost-Europa.

## Achtergrond
Batu Khan kreeg de opdracht in 1235 van grootkan Ögedei om het westen te veroveren, daarvoor kreeg hij een leger van 130.000 man toegewezen. In 1237 veroverde hij Rjazan en in 1238, Vladimir en Kozelsk. In de winter van 1239 gebeurde hetzelfde met Tsjernihiv en Perejaslav, het volgende doel was Kiev. Toen Möngke, de neef van Batu, arriveerde aan de stad, was hij verbluft door de praal van Kiev. Hij stuurde twee afgezanten en stelde voor de stad te sparen. De gezanten werden vermoord en teruggestuurd, het vonnis was geveld.

## Beleg
De stad werd verdedigd door een zekere voivode Dmytro, terwijl zijn vorst Daniel van Galicië hulp was gaan halen in Hongarije.
Op 28 november begonnen de Mongolen met het bombarderen van de stad. Op 6 december werden de muren van Kiev doorbroken en er volgde man-tot-mangevechten op straat. De inwoners van Kiev leden zware verliezen en Dmytro raakte gewond door een pijl. Toen de nacht viel, trokken de inwoners zich terug naar het centrum van de stad en velen verscholen zich in de kerk. De volgende dag, toen de Mongolen de laatste aanval begonnen, stortte het balkon van de kerk in onder het gewicht van de mensen die erop stonden, waardoor velen werden verpletterd. Nadat de Mongolen de strijd hadden gewonnen, plunderden ze Kiev. Het grootste deel van de bevolking werd afgeslacht. Van de 50 000 inwoners voor de invasie overleefden er ongeveer 2.000. Het grootste deel van de stad werd afgebrand en slechts zes van de veertig grote gebouwen bleven overeind. Dmytro kreeg genade voor zijn moed.